# Maksimilijan Kolbe
Sveti Maksimilijan Marija Kolbe, rojen kot Rajmund Kolbe, poljski rimskokatoliški duhovnik, frančiškan in mučenec. * 8. januar 1894, Zduńska Wola, Ruski imperij, danes Poljska; † 14. avgust 1941, koncentracijsko taborišče Auschwitz (Oswiecim), Poljska.
Prostovoljno je šel v smrt namesto njemu povsem nepoznanega človeka v nemškem nacističnem koncentracijskem taborišču Auschwitz, ki se je med drugo svetovno vojno nahajalo na nemško okupirani Poljski.
 Kanoniziral ga je papež Janez Pavel II. 10. oktobra 1982 in ga razglasil za  mučenca iz dobrodelnih namenov. Je zavetnik odvisnikov od drog, političnih zapornikov, družin, novinarjev in pro-življenjskega gibanja. Papež Janez Pavel II. je izjavil, da je Kolbe «zavetnik našega težkega stoletja».
Zaradi njegovih prizadevanj za vsesplošno posvetitev Mariji Brezmadežni je znan kot apostol posvetitve Brezmadežni.

## Življenjepis
Maksimilijan Marija Kolbe se je rodil kot Rajmund Kolbe 8. januarja 1894 v Zduński Woli, ki je bila v tistem času na ozemlju Ruskega imperija. Bil je drugi sin Juliusa Kolbe in Marije Dabrowske. Oče je bil po rodu Nemec, mati pa poljskih korenin. Imel je štiri brate: Frančiška, Jožefa, Valentina (ki je umrl pri enem letu starosti) in Andreja (ki je dočakal štiri leta). Vsi trije preživeli so postali redovniki minoriti.
Njegovi starši so se preselili v Pabianice, kjer so se najprej preživljali kot rokodelci - tkalci. Kasneje se je njegova mati ukvarjala kot babica v porodništvu, ter imela v najeti hiši v lasti trgovino z izdelki široke porabe. Julius Kolbe se je zaposlil kot pek v mlinu in obenem imel v najemu njivo, kjer je prideloval zelenjavo.
Kolbejevo življenje je bilo že vse od otroških let pod močnim vtisom srečanja z Devico Marijo, kar v svojih spisih opisuje tako:
Pa sem šel vprašat Marijo, kaj bo iz mene ( ... ) in tedaj se mi je Marija prikazala. V rokah je držala dva venca: belega in rdečega. Ljubeznivo me je pogledala in vprašala, katerega želim. Beli pomeni, da bom ostal vedno čistega srca, rdeči pa, da bom umrl mučeniške smrti. Odgovoril sem "Oba hočem!" Nasmehnila se je in izginila.
Leta 1907 sta se Kolbe in njegov starejši brat Frančišek odločila, da se pridružita minoritom. Pobegnila sta čez Rusko - Avstro-Ogrsko mejo in pribežala v Lvov, kjer sta vstopila v minoritsko malo semenišče. Leta 1910 je Kolbe začel z noviciatom. Prve, preproste, redovne zaobljube je izpovedal leta 1911 in ob tem prejel redovno ime Maksimilijan. Ob večnih, dokončnih, zaobljubah leta 1914 v Rimu je dobil dokončno ime Maksimilijan Marija Kolbe, s čimer je hotel pokazati svojo pripadnost Mariji Brezmadežni. Tako zelo se ji je predal, da je pozneje umirajoč v koncentracijskem taborišču pel hvalnice Devici Mariji v čast.
Leta 1912 so ga poslali v Krakov, nato pa v Rim, kjer je študiral filozofijo, teologijo, matematiko in fiziko. Študij filozofije je opravil leta 1915 na Papeški gregorijanski univerzi in doktoriral iz teologije leta 1919 na Papeški univerzi sv. Bonaventure. V času študija je bil priča prostozidarskih demonstracij proti papežema Piju X. in Benediktu XV.

Demonstracije so navdihnile Kolbeja, da je ustanovil Militio Immaculata - Vojsko Brezmadežne, da bi na priprošnjo Device Marije deloval za spreobrnjenje grešnikov in sovražnikov Katoliške cerkve, še posebej prostozidarjev. Tako resno se je predal temu delu, da je povsod izgovarjal molitev: 
O Marija, brez madeža spočeta, prosi za nas, ki se k tebi zatekamo; in za vse tiste, ki se k tebi ne zatekajo, še posebno prostozidarji in vsi tisti, ki ti jih priporočamo.
Skupnost bratov minoritov, kjer je deloval Kolbe, je uporabljala za takratni čas najmodernejše tiskarske stroje in druge tehnike za objavo katehetskih publikacij, nabožnih letakov, dnevnega časopisja z naklado 230.000 izvodov in mesečne revije v nakladi več kot milijon izvodov. Kolbe je začel širiti oznanjevanje katoliške vere tudi s pomočjo radia, v kar je vključeval propagando proti grozotam nacističnega režima.
Leta 1918 je bil Kolbe posvečen v duhovnika. Naslednje leto se je vrnil v Drugo Poljsko republiko, ponovno neodvisno Poljsko, kjer je bil zelo dejaven pri širjenju spoštovanja Brezmadežne Device Marije. V bližini Varšave je ustanovil samostan, posvečen Brezmadežni. Leta 1922 je začel izdajati mesečno periodiko Vitezi Brezmadežne. Leta 1927 je bilo poleg samostana ustanovljeno tudi mesto Niepokalanow - Mesto Brezmadežne. Sedaj je poleg samostana obsegalo še semenišče, radijsko postajo, imelo je lastno gasilsko društvo in več drugih organizacij. Kraj je postal središče verskega, kulturnega in molitvenega življenja Poljske.
Na Japonsko je Kolbe odšel leta 1930 in tam preživel šest let. V času njegove odsotnosti s Poljskega je samostan Niepokalanow začel objavljati dnevni časopis Maly Dziennik (Mali časopis), ki je na Poljskem hitro postal najbolj prodajani časopis. Kolbe je bil obtožen antisemitizma. Obtožba je temeljila na pisanju teh časopisov, ki so bili razumljeni kot vse-svetovna sionistična prevlada.  Med letoma 1930 in 1936 je imel serijo misij na Japonsko, kjer je na obrobju Nagasakija ustanovil samostan in semenišče. Samostan je ustanovil s pomočjo Rimokatoliške cerkve na Japonskem. Kolbe se je odločil za gradnjo samostana na pobočju hriba, ki je gledalo proč od mesta, kar pa ni bilo v skladu s šinto prepričanji, saj naj bi to ne bilo v skladu s harmonijo v naravi. Ko je bila na Nagasaki odvržena atomska bomba, je bil Kolbejev samostan varen pred uničenjem, ker ga je zavarovala vzpetina hriba.

### Auschwitz
Med drugo svetovno vojno je samostan v Niepokalanowu zagotovil zatočišče za begunce s Poljskega, vključno s 2.000 Judi, ki so se skrili pred nacističnim preganjanjem.
17. februarja 1941 je Kolbeja aretiral nemški gestapo in ga zaprl v ječo Pawiak. 28. maja so ga premestili v Auschwitz kot zapornika številka 16670.
Ob koncu julija 1941 so iz taborišča pobegnili trije ujetniki, zaradi česar je SS-ovski namestnik poveljnika taborišča Karl Fritzsch izbral 10 ljudi. Te bi za kazen v bunkerju izstradali do smrti, da bi s tem druge ujetnike odvrnili od nadaljnjih poskusov pobega. Ko je eden od izbranih mož, Franciszek Gajowniczek, oče osmih otrok, začel glasno tožiti "O, moja žena! O, moji otroci! Nikoli več vas ne bom videl", je Kolbe prostovoljno stopil na njegovo mesto, čeprav ni bil izbran med deseterico. 
V taborišču smrti je vsak dan obhajal sveto evharistijo, dokler mu je to uspelo in je ostalim zapornikom skrivaj prinašal sveto obhajilo. Kruh, ki so ga dobivali zaporniki, je bil namreč brez kvasa, zato ga je Kolbe lahko uporabil za posvetitev v sveto hostijo; na svojo stran je pridobil tudi enega od paznikov, ki mu je prinašal vino za maševanje.
Kolbe je v celici lakote spodbujal ostale može s pesmijo, molitvijo in da bodo kmalu z Marijo v nebesih. Vsakič, ko so stražarji preverili stanje v celici, so ga našli ali stoječega ali klečečega sredi celice. Ob tem je ohranjal miren obraz do vseh tistih, ki so vstopali. Po dveh tednih stradanja in dehidracije je samo še Kolbe ostal živ. Varnostnik, ki je želel bunker izprazniti, je zadal Kolbeju injekcijo fenola. Nekateri, ki so bili prisotni ob tem smrtnem udarcu, so rekli, da je dvignil levo roko in mirno čakal injiciranje.  Njegovi posmrtni telesni ostanki so bili upepeljeni 15. avgusta, na praznik Marijinega vnebovzetja.

## Kanonizacija
Kolbeja je kot spoznavalca vere razglasil za blaženega papež Pavel VI. leta 1971. Kot mučenca ga je kanoniziral papež Janez Pavel II. 10. oktobra 1982, ob udeležbi še žive priče Frančiška Gajowniczeka. Beatifikacijo sta pospešila dva čudeža na priprošnjo k Maksimilijanu Kolbeju: 
- julija 1948 ozdravitev črevesne tuberkuloze (Angela Testoni),
- avgusta 1950 ozdravitev kalcifikacije v arterijah/arterioskleroza (Francis Ranier).

S kanonizacijo se je sveti Maksimilijan Marija Kolbe pridružil svetnikom v Rimskem liturgičnem koledarju. Je eden od 10. mučencev v 20. stoletju.

### Nasprotja
Priznanje Kolbeja kot mučenca Katoliške Cerkve je ustvarilo tudi nekaj polemik znotraj nje. Njegovo samo-žrtvovanje svojega življenja, ki je gotovo svetniško in junaško, se ni izvršilo zaradi odium Fidei (tj. zaradi sovraštva do vere), ampak kot posledica dejanja karitas - krščanske ljubezni do bližnjega, s čimer ga je papež Pavel VI. ob beatifikaciji priznal najprej za spoznavalca vere in takrat še neuradno, za mučenca iz ljubezni.

## Kolbe med Slovenci
Sveti Maksimilijan M. Kolbe je danes v Sloveniji bolj slabo poznan svetnik, saj najdemo v Sloveniji njemu posvečenih bolj malo cerkva oziroma kapel.
Ena prvih, ki so bile posvečenje temu svetniku, je cerkev v Žvirčah pri Žužemberku, ki so jo leta 1972 postavili namesto v vojni porušene stare cerkve. S poimenovanjem nove cerkve po tem mučencu 20. stoletja, so domačini hoteli svetu pokazati, da tudi sredi ruševin in grozot druge svetovne vojne, zmore zrasti človekoljubnost.
Župnija Ribnica na Pohorju ima ob vznožju Janževskega vrha podružnično cerkev, ki je posvečena sv. Mariji in sv. Maksimilijanu Kolbeju. Zgrajena je bila v letu 1977-1978 in posvečena junija 1978. Posvetil jo je škof Vekoslav Grmič in je zgrajena v slogu brunarice. 
Leta 1979 je v Ljubljani ob dvorcu Sela (Ljubljana-Moste) nastala kapela posvečena sv. Maksimilijanu, ki ima razgibano preteklost. Prvotno je poleg dvorca stal samostan sester karmeličank, kamor so se vselile 12. junija 1889.
Državna oblast je samostan razpustila 15. oktobra 1948, leta 1951 pa porušila cerkev in samostan. Ostala je le hiša v kateri je prebival njihov spiritual. Leta 1976 so hišo kupili minoriti in jo obnovili. Jeseni leta 1978 so se v to zgradbo naselili dijaki malega semenišča. Skupnost so poimenovali Kolbejev dom. 6. julija 1979 je bila v hiši blagoslovljena kapela, posvečena svetemu Maksimilijanu Kolbeju. Blagoslovil jo je pokojni nadškof Jožef Pogačnik.
Leta 1986 je bil v tej hiši, poleg že blagoslovljene kapele, tudi uradno ustanovljen samostan svetega Maksimilijana M. Kolbeja. V istem objektu je bil od novembra 1980 dalje sedež Slovenske minoritske province svetega Jožefa. 2. februarja 2005 so slovenski minoriti ukinili samostan sv. Maksimilijana in hišo prodali Manjšim sestram Marije Brezmadežne.
1. avgusta 2011 so minoriti v Ljubljani na Trubarjevi cesti, pri cerkvi svetega Petra, na povabilo ljubljanskega nadškofa msgr. Antona Stresa prevzeli omenjeno župnijo s pripadajočim poslopjem župnišča in slednjega poimenovali "Minoritski samostan svetega Maksimilijana M. Kolbeja". Vsakega 14. v mesecu se tu živeči bratje minoriti skupaj z verniki od blizu in daleč zbirajo k molitvi in priprošnji k sv. Maksimilijanu.